# Politique dans l'Oregon

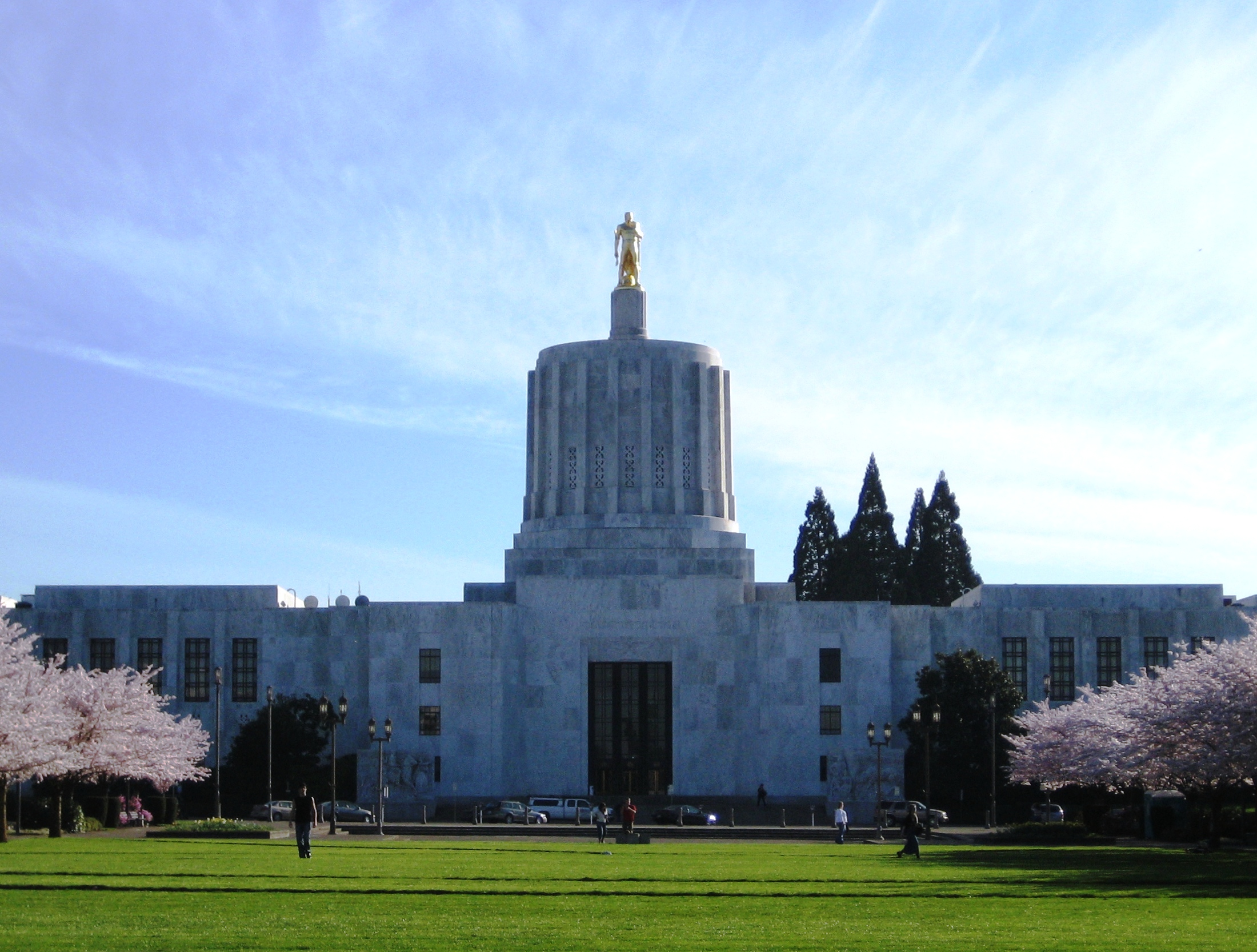
Le capitole de l'état d'Oregon aux USA

Comme chaque État fédéré des États-Unis d'Amérique, l'Oregon possède son propre régime politique dont une Constitution et un gouverneur.
L'état est divisé en deux grandes parties pour séparer géographiquement les différents domaines politiques: le parti libéral des villes de la Vallée de Willamette et le reste de l'état, dont les électeurs votent pour le parti conservateur et libertaire,. Tandis qu'environ 47 % de la population de l'Oregon vit dans la région métropolitaine de Portland. L'état a une population rurale avec des vues conservatrices sur le mariage de même sexe et les taxes de l'état. Sur la plupart des autres questions, cependant, l'état penche nettement à gauche, y compris pour les soins de santé publique ,la marijuana médicale, l'euthanasie et la protection de l'environnement.

## Histoire
Pour la première moitié du XXe siècle, l'Oregon a été l'État de la Côte Ouest le plus républicain. En 1964, le renversement du sénateur républicain sortant Guy Cordon par le démocrate Richard L. Neuberger, avec des victoires démocrates à la Chambre des États-Unis et à la Chambre de l'État et du Sénat, a marqué le début de la domination du Parti démocrate. Le dernier gouverneur républicain de l'Oregon était Victor G. Atiyeh entre 1979 et 1987,. Depuis 1988, les électeurs de l'Oregon ont toujours favorisé les candidats démocrates, y compris pour la présidence.
Le plus ancien gouverneur de l'histoire l'Oregon est John Kitzhaber, qui a servi deux mandats consécutifs en tant que gouverneur puis a remporté un troisième mandat en 2008 devant le républicain et ancien Trail Blazer de Portland Chris Dudley et en 2012 contre le Républicain Dennis Richardson. Kitzhaber a présenté sa démission en février 2015, après des allégations de malversations financières impliquant sa compagne, Cylvia Hayes,,.

## Questions clés
Les principales questions en Oregon sont l'emploi, la protection de l’environnement, la relation avec les amérindiens (notamment en ceux qui concernent les jeux de hasard et les casinos), les soins de santé publique, les transports en commun, le financement des écoles, les taxes et l'utilisation des terres.[citation nécessaire]

## Idéologie politique de la population
| Année | Republicain     | Démocrate         |
| ----- | --------------- | ----------------- |
| 2012  | 42,15 % 754 175 | 54,24 % 970 488   |
| 2008  | 40,40 % 738 475 | 56,75 % 1 037 291 |
| 2004  | 47,19 % 866 831 | 51,35 % 943 163   |
| 2000  | 46,46 % 713 577 | 47,01 % 720 342   |
| 1996  | 39,06 % 538 152 | 47,15 % 649 641   |
| 1992  | 32,53 % 475 757 | 42,48 % 621 314   |
| 1988  | 46,61 % 560 126 | 51,28 % 616 206   |
| 1984  | 55,91 % 685 700 | 43,74 % 536 479   |
| 1980  | 48,33 % 571 044 | 38,67 % 456 890   |
| 1976  | 47,78 % 492 120 | 47,62 % 490 407   |
| 1972  | 52,45 % 486 686 | 42,33 % 392 760   |
| 1968  | 49,83 % 408 433 | 43,78 % 358 866   |
| 1964  | 35,96 % 282 779 | 63,72 % 501 017   |
| 1960  | 52,56 % 408 060 | 47,32 % 367 402   |
| 1956  | 55,25 % 406 393 | 44,75 % 329 204   |
| 1952  | 60,54 % 420 815 | 38,93 % 270 579   |

Comme pour les États de la côte ouest de la Californie et Washington, l'Oregon a un pourcentage élevé de personnes qui s'identifient comme libéraux. Un sondage Gallup en 2013 a constaté que les personnes dans l'Oregon s'identifiaient comme:
- 34,8 % comme modéré
- 33,6 % comme conservateur
- 27,9 % comme libéraux

Une autre étude sur l'état de l'idéologie politique de noter que l'état des conservateurs ont été les plus conservateurs de tout état (plus que de l'Utah ou Tennessee) et que l'état les libéraux étaient plus libéral que n'importe quel état (plus que dans le Vermont ou DC).

## Partis politiques
En décembre 2015, il y avait 2 169 258 électeurs inscrits dans l'Oregon et leurs affiliations aux partis politiques étaient les suivants :
- 38 % pour le Parti démocrate
- 29,6 % pour le Parti républicain
- 24,3 % sans affiliation politique
- 5,1 % pour les Indépendant
- 0,8 % pour le Parti libertaire
- 0,5 % pour le Parti des familles qui travaillent
- 0,4 % pour le Parti Pacifique Vert
- 0,2 % pour le Parti de la Constitution
- 0,1 % pour Parti progressiste
- 0,9 % pour d'autres partis politiques